# Labidostomis humeralis
Labidostomis humeralis es una especie de insecto coleóptero de la familia Chrysomelidae.
Fue descrita científicamente en 1792 por D.H. Schneider.